# Centre Cinematogràfic Nacional Oleksandr Dovzhenko
El Centre Nacional Oleksandr Dovzhenko (també Centre Dovzhenko) és l'arxiu de cinema estatal i un clúster cultural a Kíiv, Ucraïna.

## Història
Va ser fundada l'any 1994 per un decret del president d'Ucraïna. L'any 2000, el Centre Dovzhenko es va fusionar amb l'antiga fàbrica d'impressió cinematogràfica de Kíiv (establerta el 1948), l'única i la més gran d'Ucraïna d'aquest tipus, i es va fer càrrec de la seva propietat, instal·lacions i col·lecció de pel·lícules. Des de 2006 el Centre és membre de la Federació Internacional d'Arxius Fílmics. L'estudi de cinema d'animació d'Ucraïna (també conegut com Ukranimafilm, establert el 1990) va ser adscrit al centre el 2019.
Entre el 2016 i el 2019, les antigues naus industrials del Centre van ser objecte d'una renovació i reforma integral, i es van convertir en un clúster cultural multiart. El setembre de 2019 el Centre va obrir el primer Museu del Cinema a Ucraïna.

## Estructura
El Centre Dovzhenko gestiona un dipòsit de pel·lícules, laboratoris químics i de cinema digital, el Museu del Cinema, un arxiu cinematogràfic i una mediateca. La institució es troba en un edifici de vuit plantes al districte Holosiiv de Kíiv. També opera un local d'arts escèniques de 300 places anomenat Escena 6, situat al sisè pis juntament amb diverses companyies i col·lectius de música i arts escèniques independents.

## Col·lecció
La col·lecció de pel·lícules del Centre Dovzhenko inclou més de 7.000 llargmetratges, documentals i animació ucraïneses, russes, americanes i europees; milers de documents d'arxiu, fotos, pòsters i altres artefactes que representen la història del cinema ucraïnès des de principis del segle ХХ fins a l'actualitat. La impressió cinematogràfica més antiga que conserva el Centre data de 1910, i el llargmetratge ucraïnès més antic de la col·lecció del Centre es va produir el 1922.